# Геркулес на распутье
Геркулес перед выбором, Геракл перед выбором, Выбор Геркулеса, Выбор Геракла (итал. Ercole al bivio, Scelta di Ercole) — аллегорический сюжет, изображающий колебания античного героя Геракла между двумя жизненными судьбами — Добродетелью (греч. αρετε, лат. virtue), путём трудным, но ведущим к славе, и Пороком (греч. κακία лат. vice), путём, на первый взгляд лёгким и полным привлекательности.
Выражение «Геркулес на распутье» применяется к человеку, затрудняющемуся в выборе между двумя решениями, одно из которых явно является правильным, зато второе — приятным.

## Истоки иконографии
Эта история была впервые рассказана греческим софистом Продиком в своей речи, но дошла до нас в пересказе Сократа, записанном Ксенофонтом («Воспоминания о Сократе», II, 1, 21-34). Продик аллегорически изложил проблему выбора, с которой сталкивается каждый человек в начале своего жизненного пути, избрав для большей наглядности героем своей аллегории знаменитого героя. Важно новшество, внесённое им в сюжет — Продик говорит о свободе воли человека в выборе своей жизни, тогда как согласно мифам, судьба Геракла была уже жёстко предопределена его отцом при рождении — стать героем.
Следует уточнить, что этот сюжет не является древнегреческим мифом и не входит в список эпизодов жизни Геракла. Хотя встречается помещение его в конкретный период его жизни — раннее служение Эврисфею, оно не находит обоснования в античных источниках и является поздним измышлением.
Учёный Продик в своем сочинении о Геракле, которое он читает перед многочисленной публикой, высказывает такое же мнение о добродетели; он выражается так, насколько я припоминаю.
Геракл, говорит он, в пору перехода из детского возраста в юношеский, когда молодые люди уже становятся самостоятельными и видно бывает, по какому пути пойдут они в жизни, — по пути ли добродетели или порока, — Геракл ушел в пустынное место и сидел в раздумье, по которому пути ему идти. Ему представилось, что к нему подходят две женщины высокого роста, — одна миловидная, с чертами врождённого благородства; украшением ей была чистота тела, стыдливость в очах, скромность наружности, белая одежда; другая была упитанная, тучная и мягкотелая; раскрашенное лицо её казалось на вид белее и румянее, чем оно было в действительности; фигура казалась прямее, чем была от природы; глаза широко раскрыты; одежда такая, чтобы не скрыть красоты молодости; она часто оглядывала себя, наблюдала также, не смотрит ли кто другой на неё, часто обертывалась даже на свою собственную тень.
Когда они были уже близко от Геракла, то первая продолжала идти прежним шагом, а вторая, желая опередить её, подбежала к Гераклу и сказала:
— Я вижу, Геракл, ты в раздумье, по какому пути тебе идти в жизни. Так если ты сделаешь своим другом меня, то я поведу тебя по пути самому приятному и легкому; радости жизни ты вкусишь все, а тягостей не испытаешь во весь век свой. Во-первых, ты не будешь заботиться ни о войнах, ни о делах, а всю жизнь будешь думать только о том, какое бы кушанье или напиток тебе найти по вкусу, чем бы усладить взор или слух, чем порадовать обоняние или осязание, с какими мальчиками побольше испытать удовольствия, как помягче спать, как поменьше трудиться, чтобы все это получить. А если когда явится опасение, что не хватит средств на это, не бойся, я не поведу тебя добывать эти средства путём труда и страданий, телесных и душевных: нет, что другие зарабатывают, этим будешь пользоваться ты, не останавливаясь ни перед чем, откуда можно чем-нибудь поживиться: своим друзьям я предоставляю свободу извлекать пользу изо всего.
Выслушав это, Геракл спросил:
— А как тебе имя, женщина?
— Друзья мои, — отвечала она, — зовут меня Счастьем, а ненавистники называют Порочностью.
В это время подошла другая женщина и сказала:
— И я пришла к тебе, Геракл: я знаю твоих родителей и твои природные свойства изучила во время воспитания твоего. Поэтому я надеюсь, что если бы ты пошёл путём, ведущим ко мне, то из тебя вышел бы превосходный работник на поприще благородных, высоких подвигов, и я стала бы пользоваться ещё большим почётом и славой за добрые деяния. Не буду обманывать тебя вступлениями насчет удовольствий, а расскажу по правде, как боги устроили все в мире. Из того, что есть на свете полезного и славного, боги ничего не дают людям без труда и заботы: хочешь, чтобы боги были к тебе милостивы, надо чтить богов; хочешь быть любимым друзьями, надо делать добро друзьям; желаешь пользоваться почётом в каком-нибудь городе, надо приносить пользу городу; хочешь возбуждать восторг всей Эллады своими достоинствами, надо стараться делать добро Элладе; хочешь, чтобы земля приносила тебе плоды в изобилии, надо ухаживать за землёй; думаешь богатеть от скотоводства, надо заботиться о скоте; стремишься возвыситься через войну и хочешь иметь возможность освобождать друзей и покорять врагов, надо учиться у знатоков военному искусству и в нем упражняться; хочешь обладать и телесной силой, надо приучать тело повиноваться рассудку и развивать его упражнениями, с трудами и потом.
Тут Порочность, перебив её, как говорит Продик, сказала:
— Понимаешь ты, Геракл, о каком трудном и длинном пути к радостям жизни рассказывает тебе эта женщина? А я поведу тебя лёгким и коротким путём к счастью.
Тогда Добродетель сказала:
— Жалкая тварь! А у тебя что есть хорошего? Какое удовольствие знаешь ты, когда ты не хочешь ничего делать для этого? Ты даже не ждешь, чтобы появилось стремление к удовольствию, а ещё до появления его ты уже насыщаешься всем: ешь, не успев проголодаться, пьешь, не успев почувствовать жажду; чтобы еда казалась вкусной, придумываешь разные поварские штуки; чтобы питье казалось вкусным, делаешь себе дорогие вина и летом бегаешь во все концы и разыскиваешь снега; чтобы сон был сладким, делаешь не только постели мягкие, но и подставки под кровати, потому что тебе хочется спать не от труда, а от нечего делать. Любовную страсть ты возбуждаешь насильственно, раньше появления потребности в ней, придумывая для этого всякие средства и употребляя мужчин как женщин; так ты воспитываешь своих друзей: ночью их бесчестишь, а днем, в самые лучшие часы, укладываешь их спать. Хотя ты и бессмертна, но из сонма богов ты выброшена, а у людей, у хороших, ты в презрении. Самых приятных звуков, — похвалы себе, — ты не слышишь; самого приятного зрелища не видишь, потому что никогда не видала ни одного своего славного деяния. А кто поверит каким-нибудь словам твоим? Кто поможет тебе в какой-нибудь нужде? Кто в здравом уме решится быть в свите твоих почитателей? В молодые годы они немощны телом, в пожилые слабоумны душой; всю молодость они живут без труда, на чужой счет упитанные, а чрез старость проходят трудно: измождённые, они стыдятся своих прежних дел и тяготятся настоящими, ведь чрез радости жизни они промчались в молодости, а тягости отложили на старость.
А я живу с богами, живу с людьми, с хорошими; ни одно благое дело, ни божеское, ни человеческое, не делается без меня; я больше всех пользуюсь почётом и у богов и у людей, у кого следует, потому что я — любимая сотрудница художников, верный страж дома хозяевам, благожелательная помощница слугам, хорошая пособница в трудах мира, надёжная союзница в делах войны, самый лучший товарищ в дружбе. Друзья мои приятно и без хлопот вкушают пищу и питье, потому что они ждут, чтобы у них появилась потребность в этом. Сон у них слаще, чем у праздных; им не бывает тяжело оставлять его, и из-за него они не пренебрегают своими обязанностями. Молодые радуются похвалам старших, престарелые гордятся уважением молодых; они любят вспоминать свои старинные дела, рады хорошо исполнять настоящие, потому что благодаря мне любезны богам, дороги друзьям, чтимы отечеством. А когда придет назначенный роком конец, не забытые и бесславные лежат они, а воспоминаемые вечно цветут в песнях. Если ты совершишь такие труды, чадо добрых родителей, Геракл, то можно тебе иметь это блаженное счастье!
Таков приблизительно был рассказ Продика о воспитании Геракла Добродетелью; но он разукрасил эти мысли ещё более пышными словами, чем я теперь. Во всяком случае, Аристипп, тебе следует принять это во внимание и стараться сколько-нибудь заботиться о том, что пригодится в жизни на будущее время.
Далее об этом упоминает, в частности, Цицерон в трактате «Об обязанностях» (I. 118). Из простого эпизода в диалогах Ксенофонта, сюжет, находя параллели в «Сне Сципиона» из труда Цицерона и Punica Силия Италика, перед которым явились две аналогичные женские фигуры, превращается в богатую и обильно усложнённую деталями философскую аллегорию. Barrell указывает, что этот выбор — не просто между Добродетелью и Пороком, а между гражданскими, публичными добродетелями и персональными, приватными пороками (в частности отказом от гражданского долга).

### Интерпретации и исследования в Новое время
В эпоху Возрождения Петрарка создал художественный образ христианизированного Геркулеса, размышляющего над выбором жизненного пути, в своем трактате «De vita solitaria». В эпоху Ренессанса выбор Геркулеса становится символом духовной борьбы, «психомахии», благодаря которой античный герой эволюционирует в блуждающего рыцаря, и наконец в аллегорию Христа. Маттео Пальмьери (1406—1475) в  Libro della vita civile аллегорически конструирует этот выбор как колебания между активной prudentia (благоразумие, примарное удовлетворение ежедневных телесных нужд) и созерцательной sapientia (высшая мудрость, которая рождается в одиночестве в размышлении о неземных, высших, божественных материях, «героическая меланхолия»).
Себастьян Брант в своём «Корабле дураков» описывает дурака, который в отличие от Геракла не может сделать правильный выбор между двумя дорогами; также в 1512-13 им была написана пьеса Tugent Spyl («Пьеса Добродетели», публ. 1554), посвящённая тому же сюжету.
Сюжет был широко известен в Новое Время, в частности, потому что этот древнегреческий текст был классическим упражнением на перевод в учебниках. Он часто упоминается в Британии. Томас Брэдшоу в «The Shepherds Star» (1591) излагает упрощённую версию Выбора Геракла. Далее следует упоминуть труд Бена Джонсона «Pleasure reconciled to Virtue» (1619). Граф Шефтсбери в 1713 году напечатал «Noticion of the historical draught, or Tablature of the Judgment of Hercules…»: оно включало инструкции к художнику Паоло ди Маттеису, которому он заказал картину на этот сюжет (впрочем, считается, что художник им не очень следовал). Этот текст по искусству возник в полемике с французскими художниками и теоретиками, был широко распространён и переводился на многие языки. Роберт Дадсли (Robert Dodsley) в 1775 году опубликовал поэму «The Choice of Hercules».
Эрвин Панофский в своей работе «Hercules am Scheidewege» (1930) бросил свет на важность этого сюжета для искусства 16-17 веков, а Эдгар Винд («Pagan misteries in the Renaissance», 1967) анализировал эту тему подробней. Связь с Петраркой исследовал Теодор Моммзен в статье «Petrarch and the Story of the Choice of Hercules».
Людвиг Тик в своем «Поэтическом Журнале» (Poetisches Journal). Йена, 1800, — опубликовал свою пьесу «Новый Геркулес на распутье» (Der neue Hercules am Scheidewege), которая в его собрании сочинений носит название «Автор».
В 1974 году голландский поэт Ганс Уоррен опубликовал стихотворение на этот сюжет.

## Описание
Герой обычно изображён сидящим под деревом. Перед ним стоят две женские фигуры, из которых ему надо сделать выбор (ср. Суд Париса). Правая женщина обычно олицетворяет Добродетель, левая — Порок (иногда, обычно в литературных текстах, их могут воплощать Афина и Афродита/Цирцея). Как рассказывает сюжет, обе женщины нарисовали перед ним прельстительные картины различного характера, и Геракл выбирает первую из них, (хотя в живописи позднего барокко может прослеживаться некая первоначальная склонность к пороку).
Фигура Добродетели, как правило, одета, а Порока обнажена или имеет открытую грудь. Порок (Распутство) может иметь следующие атрибуты: язычковая дудка сатира, тамбурин, маски — символ обмана, игральные карты — символ праздности, плетка и кандалы — символ наказания. Рядом с Добродетелью может стоять человек в лавровом венке и с книгой (поэт, который воспоет героя), она может персонифицироваться Минервой в воинских доспехах и соответствующими атрибутами — Порок, таким образом, персонифицируется подобием Венеры. Над Минервой может трубить Слава (или короновать героя венком), или сверху взирать Отец-Время (символ того, что героя будут помнить вечно).
За спинами женских аллегорических фигур могут разворачиваться пейзажи, иллюстрирующие сюжет. Путь Добродетели — узкая скалистая тропа, ведущая на горное плато вверх. Там может стоять Пегас (символ славы). Путь Порока — легкодоступная дорога, которая ведёт в залитые солнцем долины с купальнями, в которых плещуются обнажённые люди.
В античную эпоху этот сюжет, по-видимому, не иллюстрировался, но стал весьма популярным в эпоху Возрождения и барокко. Геракл, согласно тексту, как правило, изображается ещё молодым и безбородым, и может даже служить аллегорическим портретом какого-нибудь знатного заказчика или даже автопортретом. Встречаются переработки сюжета, заменяется не только Геракл, но два альтернативных пути, между которыми он должен сделать выбор — например, Джошуа Рейнольдс заставил великого актера Гаррика колебаться между двумя театральными жанрами, а Анжелика Кауфманн написала свой автопортрет, выбирающей между двумя свободными искусствами (впрочем, то, что она написала автопортрет, а не кантату, однозначно указывает на её жизненный выбор).
- Последователь Пинтуриккио, ок. 1505
- Ян ван де Хекке, 1640-1650
- Картина Джошуа Рейнольдса. «Гаррик колеблется между Трагедией и Комедией», 1760-1761
- Картина Анжелики Кауфманн. «Автопортрет в колебаниях между Музыкой и Живописью», 1791

## В музыке
- Иоганн Себастьян Бах. «Геркулес на распутье». Драма на музыке (BWV 213)[9].
- Георг Фридрих Гендель. «The Choice of Hercules» (1751)
- Иоганн Адольф Хассе. «Alcide al Bivio»

## См.также
- Витязь на распутье
- Суд Париса